# Championnat des Pays-Bas de football 2007-2008
Navigation
Saison précédente Saison suivante
Le Championnat des Pays-Bas de football 2007-2008 s'est déroulé d'août 2007 à mai 2008 et a vu le PSV Eindhoven défendre victorieusement son titre de champion des Pays-Bas.

## Les 18 clubs participants
Terminant première et seconde du précédent championnat des Pays-Bas de football de Division 2, De Graafschap Doetinchem et VVV Venlo jouent en 2007-2008 en première division.
| - Ajax Amsterdam - AZ Alkmaar - De Graafschap Doetinchem - Excelsior Rotterdam - FC Groningen - FC Twente - FC Utrecht - Feyenoord - Heracles Almelo | - NAC Breda - NEC Nimègue - PSV Eindhoven - Roda JC - SC Heerenveen - Sparta Rotterdam - Vitesse Arnhem - VVV Venlo - Willem II Tilburg |

## Compétition

### Classement
Le classement est établi sur le barème de points classique (victoire à 3 points, match nul à 1, défaite à 0).
Pour départager les égalités, on tient d'abord compte de la différence de buts générale, puis le nombre de buts marqués, puis la différence de buts particulières et enfin si la qualification ou relégation est en jeu, les deux équipes joueront une rencontre d'appui sur terrain neutre.
| Rang | Équipe                       | Pts | J  | G  | N  | P  | Bp | Bc | Diff |
| ---- | ---------------------------- | --- | -- | -- | -- | -- | -- | -- | ---- |
| 1    | PSV Eindhoven (T)            | 72  | 34 | 21 | 9  | 4  | 65 | 24 | +41  |
| 2    | Ajax Amsterdam               | 69  | 34 | 20 | 9  | 5  | 94 | 45 | +49  |
| 3    | NAC Breda                    | 63  | 34 | 19 | 6  | 9  | 48 | 40 | +8   |
| 4    | FC Twente                    | 62  | 34 | 17 | 11 | 6  | 52 | 32 | +20  |
| 5    | SC Heerenveen                | 60  | 34 | 18 | 6  | 10 | 88 | 48 | +40  |
| 6    | Feyenoord (C)                | 60  | 34 | 18 | 6  | 10 | 64 | 41 | +23  |
| 7    | FC Groningen                 | 51  | 34 | 15 | 6  | 13 | 53 | 54 | -1   |
| 8    | NEC Nimègue                  | 49  | 34 | 14 | 7  | 13 | 49 | 50 | -1   |
| 9    | Roda JC                      | 47  | 34 | 12 | 11 | 11 | 55 | 55 | 0    |
| 10   | FC Utrecht                   | 46  | 34 | 13 | 7  | 14 | 59 | 55 | +4   |
| 11   | AZ Alkmaar                   | 43  | 34 | 11 | 10 | 13 | 48 | 53 | -5   |
| 12   | Vitesse Arnhem               | 43  | 34 | 12 | 7  | 15 | 46 | 55 | -9   |
| 13   | Sparta Rotterdam             | 34  | 34 | 9  | 7  | 18 | 52 | 76 | -24  |
| 14   | Heracles Almelo              | 32  | 34 | 8  | 8  | 18 | 34 | 64 | -30  |
| 15   | Willem II Tilburg            | 31  | 34 | 8  | 7  | 19 | 40 | 49 | -9   |
| 16   | De Graafschap Doetinchem (P) | 30  | 34 | 7  | 9  | 18 | 33 | 64 | -31  |
| 17   | VVV Venlo (P)                | 29  | 34 | 7  | 8  | 19 | 44 | 76 | -32  |
| 18   | Excelsior Rotterdam          | 27  | 34 | 7  | 6  | 21 | 32 | 75 | -43  |

|     | Champion des Pays-Bas et qualification pour la Ligue des champions de l'UEFA 2008-2009                            |
|     | Participation au barrage de qualification pour le tour préliminaire de la Ligue des champions de l'UEFA 2008-2009 |
|     | Qualification pour la Coupe UEFA 2008-2009                                                                        |
|     | Participation au barrage de qualification pour la Coupe UEFA 2008-2009                                            |
|     | Participation au barrage de relégation                                                                            |
|     | Relégation en division 2                                                                                          |
| (T) | Tenant du titre                                                                                                   |
| (C) | Vainqueur de la Coupe des Pays-Bas                                                                                |
| (P) | Promu |

### Meilleurs buteurs
|   | Buteur              | Club           | Nb de Buts |
| - | ------------------- | -------------- | ---------- |
| 1 | Klaas-Jan Huntelaar | Ajax Amsterdam | 34         |
| 2 | Blaise Nkufo        | FC Twente      | 21         |
| 3 | Luis Alberto Suárez | Ajax Amsterdam | 17         |
| 4 | Robin Nelisse       | FC Utrecht     | 16         |
| 5 | Michael Bradley     | SC Heerenveen  | 15         |

## Barrages

### Barrage de qualification pour le tour préliminaire de la Ligue des Champions
Quatre équipes se disputent la place qualificative pour le tour préliminaire de la Ligue des Champions. Les demi-finales de barrage opposent l'Ajax Amsterdam au SC Heerenveen et le NAC Breda au FC Twente en matchs aller-retour. L'Ajax Amsterdam et le FC Twente remportent chacun leur demi-finale par deux victoires à zéro. En finale, Le FC Twente parvient à battre l'Ajax Amsterdam 2-1 à domicile et à obtenire un match nul 0-0 au stade de l'Amsterdam ArenA. Ce résultat envoie le quatrième de la saison régulière, le FC Twente, au tour préliminaire de la Ligue des champions de l'UEFA 2008-2009. Tout en ayant fini deuxième du championnat, l'Ajax Amsterdam devra se contenter d'une place en Coupe UEFA.
Les deux équipes défaites au premier tour du barrage de qualification pour la Ligue des Champions s'affrontent pour obtenir la deuxième place en Coupe UEFA 2008-2009. C'est le SC Heerenveen qui se qualifie pour la Coupe UEFA en battant le NAC Breda 2-0 à domicile et en obtienant le nul 2-2 à l'extérieur.

### Barrage de qualification pour la Coupe UEFA
Les équipes classées de la septième à la dixième place à l'issue du championnat se rencontrent dans un mini-tournoi. Le club de NEC Nimègue remporte se mini-tournoi en battant successivement Roda JC et FC Groningen en demi-finale et en finale. NEC Nimègue affronte alors le quatrième du barrage de qualification pour le tour préliminaire de la Ligue des Champions, NAC Breda, pour déterminer le troisième club néerlandais qualifié pour la Coupe UEFA 2008-2009. Le NEC Nimègue s'adjuge cette place qualificative en ne laissant aucune chance au NAC Breda qui sera battu 6-0 et 1-0. Le club du NAC Breda, défait lors du barrage de qualification pour la Ligue des Champions et troisième de la saison régulière, devra ainsi se contenter de la Coupe Intertoto 2008.
|  | Premier tour | Premier tour | Premier tour | Premier tour |             |             | Deuxième tour | Deuxième tour | Deuxième tour | Deuxième tour |  |  | Troisième tour | Troisième tour | Troisième tour | Troisième tour |
|  |              |              |              |              |             |             |               |               |               |               |  |  |                |                |                |                |
|  | 1er et 4 mai | 1er et 4 mai | 1er et 4 mai | 1er et 4 mai |             |             | 8 et 11 mai   | 8 et 11 mai   | 8 et 11 mai   | 8 et 11 mai   |  |  | 15 et 18 mai   | 15 et 18 mai   | 15 et 18 mai   | 15 et 18 mai   |
|  | 1er et 4 mai | 1er et 4 mai | 1er et 4 mai | 1er et 4 mai |             |             | 8 et 11 mai   | 8 et 11 mai   | 8 et 11 mai   | 8 et 11 mai   |  |  | 15 et 18 mai   | 15 et 18 mai   | 15 et 18 mai   | 15 et 18 mai   |
|  | 9e           | Roda JC      | 0            | 0            |             |             | 8 et 11 mai   | 8 et 11 mai   | 8 et 11 mai   | 8 et 11 mai   |  |  | 15 et 18 mai   | 15 et 18 mai   | 15 et 18 mai   | 15 et 18 mai   |
|  | 9e           | Roda JC      | 0            | 0            |             |             | 8 et 11 mai   | 8 et 11 mai   | 8 et 11 mai   | 8 et 11 mai   |  |  | 15 et 18 mai   | 15 et 18 mai   | 15 et 18 mai   | 15 et 18 mai   |
|  | 8e           | NEC Nimègue  | 1            | 2            |             |             | 8 et 11 mai   | 8 et 11 mai   | 8 et 11 mai   | 8 et 11 mai   |  |  | 15 et 18 mai   | 15 et 18 mai   | 15 et 18 mai   | 15 et 18 mai   |
|  | 8e           | NEC Nimègue  | 1            | 2            | NEC Nimègue | NEC Nimègue | 1             | 3             |               |               |  |  | 15 et 18 mai   | 15 et 18 mai   | 15 et 18 mai   | 15 et 18 mai   |
|  | 1er et 4 mai |              |              |              | NEC Nimègue | NEC Nimègue | 1             | 3             |               |               |  |  | 15 et 18 mai   | 15 et 18 mai   | 15 et 18 mai   | 15 et 18 mai   |
|  |              |              | FC Groningen | FC Groningen | 0           | 1           |               |               |               |               |  |  | 15 et 18 mai   | 15 et 18 mai   | 15 et 18 mai   | 15 et 18 mai   |
|  | 10e          | FC Utrecht   | FC Groningen | FC Groningen | 0           | 1           | 2             | 1             |               |               |  |  | 15 et 18 mai   | 15 et 18 mai   | 15 et 18 mai   | 15 et 18 mai   |
|  | 10e          | FC Utrecht   |              |              |             |             |               | 1             |               |               |  |  | 15 et 18 mai   | 15 et 18 mai   | 15 et 18 mai   | 15 et 18 mai   |
|  | 7e           | FC Groningen | 2            | 3            |             |             |               |               |               |               |  |  | 15 et 18 mai   | 15 et 18 mai   | 15 et 18 mai   | 15 et 18 mai   |
|  | 7e           | FC Groningen | 2            | 3            | 8e          | NEC Nimègue | 6             | 1             |               |               |  |  |                |                |                |                |
|  |              |              |              |              | 8e          | NEC Nimègue | 6             | 1             |               |               |  |  |                |                |                |                |
|  |              |              | 3e           | NAC Breda    | 0           | 0           |               |               |               |               |  |  |                |                |                |                |
|  |              |              |              |              | 0           | 0           |               |               |               |               |  |  |                |                |                |                |
|  |              |              |              |              |             |             |               |               |               |               |  |  |                |                |                |                |
|  |              |              |              |              |             |             |               |               |               |               |  |  |                |                |                |                |
|  |              |              |              |              |             |             |               |               |               |               |  |  |                |                |                |                |
|  |              |              |              |              |             |             |               |               |               |               |  |  |                |                |                |                |
|  |              |              |              |              |             |             |               |               |               |               |  |  |                |                |                |                |
|  |              |              |              |              |             |             |               |               |               |               |  |  |                |                |                |                |
|  |              |              |              |              |             |             |               |               |               |               |  |  |                |                |                |                |
|  |              |              |              |              |             |             |               |               |               |               |  |  |                |                |                |                |
|  |              |              |              |              |             |             |               |               |               |               |  |  |                |                |                |                |
|  |              |              |              |              |             |             |               |               |               |               |  |  |                |                |                |                |

### Barrage de relégation
Le barrage de promotion/relégation oppose De Graafschap Doetinchem et VVV Venlo à huit équipes de la division 2. Ces clubs se rencontrent dans un tournoi à trois tours. Lors de chaque opposition, les deux équipes se rencontrent deux fois en matchs aller et retour. L'équipe victorieuse de cette opposition n'est pas celle qui totalise le plus de buts marqués, comme c'est la règle dans la plupart des compétitions officielles de football, mais celle qui totalise le plus de points. Ainsi si les deux clubs se séparent sur une victoire pour chacun ou sur deux matchs nuls, un match d'appui est organisé. Le nombre de buts marqués et la règle des buts marqués à l'extérieur sont néanmoins pris en compte pour déterminer laquelle des deux équipes jouera le match d'appui à domicile. C'est pourquoi, par exemple, une séance de tirs au but est organisé à l'issue du temps réglementaire du match retour du deuxième tour entre ADO La Haye et VVV Venlo.
Dans le premier tableau, De Graafschap Doetinchem parvient à se maintenir en battant successivement le Helmond Sport par deux victoires à zéro puis le FC Zwolle après une victoire 3-1 à l'extérieur et un match nul 0-0 au retour à domicile.
|  | Premier tour | Premier tour  | Premier tour | Premier tour             |                |               | Deuxième tour   | Deuxième tour   | Deuxième tour   | Deuxième tour   |  |  | Troisième tour | Troisième tour | Troisième tour | Troisième tour |
|  |              |               |              |                          |                |               |                 |                 |                 |                 |  |  |                |                |                |                |
|  |              |               |              |                          |                |               | 1er, 4 et 7 mai | 1er, 4 et 7 mai | 1er, 4 et 7 mai | 1er, 4 et 7 mai |  |  | 11 et 15 mai   | 11 et 15 mai   | 11 et 15 mai   | 11 et 15 mai   |
|  |              |               |              |                          |                |               | 1er, 4 et 7 mai | 1er, 4 et 7 mai | 1er, 4 et 7 mai | 1er, 4 et 7 mai |  |  | 11 et 15 mai   | 11 et 15 mai   | 11 et 15 mai   | 11 et 15 mai   |
|  |              |               |              |                          |                |               | 1er, 4 et 7 mai | 1er, 4 et 7 mai | 1er, 4 et 7 mai | 1er, 4 et 7 mai |  |  | 11 et 15 mai   | 11 et 15 mai   | 11 et 15 mai   | 11 et 15 mai   |
|  |              |               |              |                          |                |               | 1er, 4 et 7 mai | 1er, 4 et 7 mai | 1er, 4 et 7 mai | 1er, 4 et 7 mai |  |  | 11 et 15 mai   | 11 et 15 mai   | 11 et 15 mai   | 11 et 15 mai   |
|  |              |               |              |                          |                |               | 1er, 4 et 7 mai | 1er, 4 et 7 mai | 1er, 4 et 7 mai | 1er, 4 et 7 mai |  |  | 11 et 15 mai   | 11 et 15 mai   | 11 et 15 mai   | 11 et 15 mai   |
|  | 4e D2        | FC Zwolle     | 0            | 2 /1*                    |                |               |                 |                 |                 |                 |  |  | 11 et 15 mai   | 11 et 15 mai   | 11 et 15 mai   | 11 et 15 mai   |
|  | 4e D2        | FC Zwolle     | 0            | 2 /1*                    |                |               |                 |                 |                 |                 |  |  | 11 et 15 mai   | 11 et 15 mai   | 11 et 15 mai   | 11 et 15 mai   |
|  |              |               | 3e D2        | FC Den Bosch             | 1              | 1 /0          |                 |                 |                 |                 |  |  | 11 et 15 mai   | 11 et 15 mai   | 11 et 15 mai   | 11 et 15 mai   |
|  |              |               |              |                          | 1              | 1 /0          |                 |                 |                 |                 |  |  | 11 et 15 mai   | 11 et 15 mai   | 11 et 15 mai   | 11 et 15 mai   |
|  |              | 1er et 4 mai  |              |                          |                |               |                 |                 |                 |                 |  |  | 11 et 15 mai   | 11 et 15 mai   | 11 et 15 mai   | 11 et 15 mai   |
|  |              |               |              |                          |                |               |                 |                 |                 |                 |  |  | 11 et 15 mai   | 11 et 15 mai   | 11 et 15 mai   | 11 et 15 mai   |
|  | 4e D2        | FC Zwolle     | 1            | 0                        |                |               |                 |                 |                 |                 |  |  |                |                |                |                |
|  | 4e D2        | FC Zwolle     | 1            | 0                        | 22 et 26 avril |               |                 |                 |                 |                 |  |  |                |                |                |                |
|  |              |               | 16e D1       | De Graafschap Doetinchem | 3              | 0             |                 |                 |                 |                 |  |  |                |                |                |                |
|  | 8e D2        | TOP Oss       | 16e D1       | De Graafschap Doetinchem | 3              | 0             | 2               | 0               |                 |                 |  |  |                |                |                |                |
|  | 8e D2        | TOP Oss       |              |                          |                |               |                 |                 |                 |                 |  |  |                |                |                |                |
|  | 7e D2        | Helmond Sport | 2            | 3                        |                |               |                 |                 |                 |                 |  |  |                |                |                |                |
|  | 7e D2        | Helmond Sport | 2            | 3                        | 7e D2          | Helmond Sport | 2               | 1               |                 |                 |  |  |                |                |                |                |
|  |              |               |              |                          | 7e D2          | Helmond Sport | 2               | 1               |                 |                 |  |  |                |                |                |                |
|  |              |               | 16e D1       | De Graafschap Doetinchem | 3              | 3             |                 |                 |                 |                 |  |  |                |                |                |                |
|  |              |               |              |                          | 3              | 3             |                 |                 |                 |                 |  |  |                |                |                |                |
|  |              |               |              |                          |                |               |                 |                 |                 |                 |  |  |                |                |                |                |
|  |              |               |              |                          |                |               |                 |                 |                 |                 |  |  |                |                |                |                |
|  |              |               |              |                          |                |               |                 |                 |                 |                 |  |  |                |                |                |                |
|  |              |               |              |                          |                |               |                 |                 |                 |                 |  |  |                |                |                |                |

Dans le second tableau, le VVV Venlo est relégué en division 2 après s'être incliné en demi-finale contre le ADO La Haye. En finale ADO La Haye obtient la montée en division 1 2008-2009 en battant le RKC Waalwijk 1-1, 2-2 et 2-1 au troisième match.
|  | Premier tour   | Premier tour    | Premier tour   | Premier tour   |       |             | Deuxième tour   | Deuxième tour   | Deuxième tour   | Deuxième tour   |  |  | Troisième tour   | Troisième tour   | Troisième tour   | Troisième tour   |
|  |                |                 |                |                |       |             |                 |                 |                 |                 |  |  |                  |                  |                  |                  |
|  | 22 et 26 avril | 22 et 26 avril  | 22 et 26 avril | 22 et 26 avril |       |             | 1er, 4 et 7 mai | 1er, 4 et 7 mai | 1er, 4 et 7 mai | 1er, 4 et 7 mai |  |  | 11, 15 et 18 mai | 11, 15 et 18 mai | 11, 15 et 18 mai | 11, 15 et 18 mai |
|  | 22 et 26 avril | 22 et 26 avril  | 22 et 26 avril | 22 et 26 avril |       |             | 1er, 4 et 7 mai | 1er, 4 et 7 mai | 1er, 4 et 7 mai | 1er, 4 et 7 mai |  |  | 11, 15 et 18 mai | 11, 15 et 18 mai | 11, 15 et 18 mai | 11, 15 et 18 mai |
|  | 10e D2         | Go Ahead Eagles | 1              | 0              |       |             | 1er, 4 et 7 mai | 1er, 4 et 7 mai | 1er, 4 et 7 mai | 1er, 4 et 7 mai |  |  | 11, 15 et 18 mai | 11, 15 et 18 mai | 11, 15 et 18 mai | 11, 15 et 18 mai |
|  | 10e D2         | Go Ahead Eagles | 1              | 0              |       |             | 1er, 4 et 7 mai | 1er, 4 et 7 mai | 1er, 4 et 7 mai | 1er, 4 et 7 mai |  |  | 11, 15 et 18 mai | 11, 15 et 18 mai | 11, 15 et 18 mai | 11, 15 et 18 mai |
|  | 6e D2          | ADO La Haye     | 1              | 3              |       |             | 1er, 4 et 7 mai | 1er, 4 et 7 mai | 1er, 4 et 7 mai | 1er, 4 et 7 mai |  |  | 11, 15 et 18 mai | 11, 15 et 18 mai | 11, 15 et 18 mai | 11, 15 et 18 mai |
|  | 6e D2          | ADO La Haye     | 1              | 3              | 6e D2 | ADO La Haye | 1               | 0 (9) /2*       |                 |                 |  |  | 11, 15 et 18 mai | 11, 15 et 18 mai | 11, 15 et 18 mai | 11, 15 et 18 mai |
|  |                |                 |                |                | 6e D2 | ADO La Haye | 1               | 0 (9) /2*       |                 |                 |  |  | 11, 15 et 18 mai | 11, 15 et 18 mai | 11, 15 et 18 mai | 11, 15 et 18 mai |
|  |                |                 | 17e D1         | VVV Venlo      | 0     | 1 (8) /0    |                 |                 |                 |                 |  |  | 11, 15 et 18 mai | 11, 15 et 18 mai | 11, 15 et 18 mai | 11, 15 et 18 mai |
|  |                |                 |                |                | 0     | 1 (8) /0    |                 |                 |                 |                 |  |  | 11, 15 et 18 mai | 11, 15 et 18 mai | 11, 15 et 18 mai | 11, 15 et 18 mai |
|  |                | 1er, 4 et 7 mai |                |                |       |             |                 |                 |                 |                 |  |  | 11, 15 et 18 mai | 11, 15 et 18 mai | 11, 15 et 18 mai | 11, 15 et 18 mai |
|  |                |                 |                |                |       |             |                 |                 |                 |                 |  |  | 11, 15 et 18 mai | 11, 15 et 18 mai | 11, 15 et 18 mai | 11, 15 et 18 mai |
|  | ADO La Haye    | ADO La Haye     | 1              | 2 /2*          |       |             |                 |                 |                 |                 |  |  |                  |                  |                  |                  |
|  | ADO La Haye    | ADO La Haye     | 1              | 2 /2*          |       |             |                 |                 |                 |                 |  |  |                  |                  |                  |                  |
|  |                |                 | RKC Waalwijk   | RKC Waalwijk   | 1     | 2 /1        |                 |                 |                 |                 |  |  |                  |                  |                  |                  |
|  |                |                 |                |                | 1     | 2 /1        |                 |                 |                 |                 |  |  |                  |                  |                  |                  |
|  |                |                 |                |                |       |             |                 |                 |                 |                 |  |  |                  |                  |                  |                  |
|  |                |                 |                |                |       |             |                 |                 |                 |                 |  |  |                  |                  |                  |                  |
|  | 5e D2          | MVV Maastricht  | 1              | 0 /0           |       |             |                 |                 |                 |                 |  |  |                  |                  |                  |                  |
|  | 5e D2          | MVV Maastricht  | 1              | 0 /0           |       |             |                 |                 |                 |                 |  |  |                  |                  |                  |                  |
|  |                |                 | 2e D2          | RKC Waalwijk   | 0     | 2 /4*       |                 |                 |                 |                 |  |  |                  |                  |                  |                  |
|  |                |                 |                |                | 0     | 2 /4*       |                 |                 |                 |                 |  |  |                  |                  |                  |                  |
|  |                |                 |                |                |       |             |                 |                 |                 |                 |  |  |                  |                  |                  |                  |
|  |                |                 |                |                |       |             |                 |                 |                 |                 |  |  |                  |                  |                  |                  |
|  |                |                 |                |                |       |             |                 |                 |                 |                 |  |  |                  |                  |                  |                  |
|  |                |                 |                |                |       |             |                 |                 |                 |                 |  |  |                  |                  |                  |                  |

( ) = Tirs au but; / = Match d'appui; * = Équipes jouant le match d'appui à domicile

## Bilan
Le PSV Eindhoven et le FC Twente se qualifient respectivement pour la Ligue des champions de l'UEFA 2008-2009 et pour le tour préliminaire de celle-ci.
Les quatre équipes qualifiées pour la Coupe UEFA 2008-2009 sont le Feyenoord, grâce à sa victoire en coupe, et l'Ajax Amsterdam, SC Heerenveen et NEC Nimègue par l'intermédiaire des différents barrages. Le NAC Breda disputera la Coupe Intertoto 2008.
Le VVV Venlo et l'Excelsior Rotterdam sont relégués en division 2 et remplacés par les équipes FC Volendam et ADO La Haye.